# Брукингс (округ)
Округ Брукингс (англ. Brookings County) располагается в штате Южная Дакота, США. Официально образован в 1871 году. По состоянию на 2010 год, численность населения составляла 31 965 человек.

## География
По данным Бюро переписи США, общая площадь округа равняется 2084 км2, из которых 2058 км2 суша и 27 км2 или 1,280 % это водоёмы.

## Население
По данным переписи населения 2000 года в округе проживает 28 220 жителей в составе 10 665 домашних хозяйств и 6 217 семей. Плотность населения составляет 14,00 человек на км2. На территории округа насчитывается 11 576 жилых строений, при плотности застройки около 6,00-ти строений на км2. Расовый состав населения: белые — 96,36 %, афроамериканцы — 0,31 %, коренные американцы (индейцы) — 0,90 %, азиаты — 1,34 %, гавайцы — 0,04 %, представители других рас — 0,30 %, представители двух или более рас — 0,75 %. Испаноязычные составляли 0,88 % населения независимо от расы.
В составе 28,60 % из общего числа домашних хозяйств проживают дети в возрасте до 18 лет, 49,00 % домашних хозяйств представляют собой супружеские пары проживающие вместе, 6,60 % домашних хозяйств представляют собой одиноких женщин без супруга, 41,70 % домашних хозяйств не имеют отношения к семьям, 29,60 % домашних хозяйств состоят из одного человека, 8,60 % домашних хозяйств состоят из престарелых (65 лет и старше), проживающих в одиночестве. Средний размер домашнего хозяйства составляет 2,38 человека, и средний размер семьи 2,97 человека.
Возрастной состав округа: 20,80 % моложе 18 лет, 26,80 % от 18 до 24, 24,30 % от 25 до 44, 17,30 % от 45 до 64 и 17,30 % от 65 и старше. Средний возраст жителя округа 27 лет. На каждые 100 женщин приходится 102,10 мужчин. На каждые 100 женщин старше 18 лет приходится 101,20 мужчин.
Средний доход на домохозяйство в округе составлял 35 438 USD, на семью — 48 052 USD. Среднестатистический заработок мужчины был 30 843 USD против 22 074 USD для женщины. Доход на душу населения составлял 17 586 USD. Около 6,20 % семей и 14,00 % общего населения находились ниже черты бедности, в том числе — 10,10 % молодежи (тех, кому ещё не исполнилось 18 лет) и 7,50 % тех, кому было уже больше 65 лет.